# モノネガウイルス目
モノネガウイルス目(Order Mononegavirales)とはウイルスの分類における一目であり、非分節マイナス鎖RNAをゲノムに持つウイルスが含まれる。モノネガウイルス目には11の科が含まれる。
- ボルナウイルス科（ボルナ病ウイルス）
- ラブドウイルス科（狂犬病ウイルスなど）
- フィロウイルス科（マールブルグウイルス、エボラウイルス）
- パラミクソウイルス科（ニューカッスル病ウイルス、麻疹ウイルスなど）
- ニューモウイルス科（ヒトオルトニューモウイルス別名RSウイルスなど）

モノネガウイルス目に属するウイルスを原因とする感染症にはヒトにおいて重要な感染症が多く含まれ、従来から知られている感染症（流行性耳下腺炎、麻疹、狂犬病）と新興感染症（エボラ出血熱、ボルナ病、ヘンドラウイルス感染症、ニパウイルス感染症）の両方が知られている。